# Akalkot (Staat)

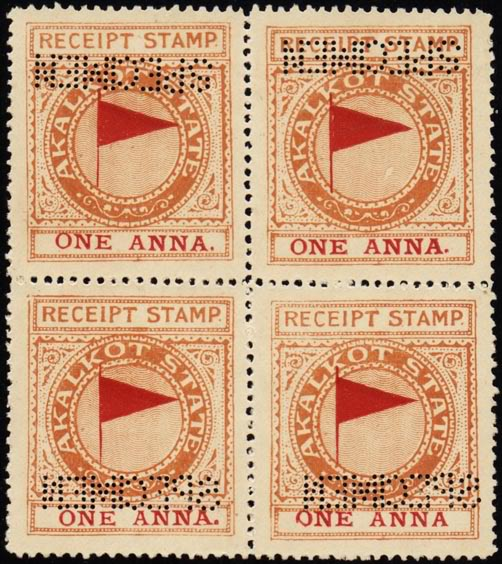
Probeexemplare für Briefmarken

Akalkot (auch Akkalkot) war ein Fürstenstaat Britisch-Indiens auf dem Dekkan-Plateau im heutigen Bundesstaat Maharashtra. Seine Hauptstadt war der gleichnamige Ort Akkalkot.

## Geschichte
Der historische Staat Akkalkot wurde 1708 von Raja Fattehsinghrao Bhonsle I. aus der Bhonsle-Dynastie gegründet. Der Maratha-Fürstenstaat war seit seiner Entstehung bis in das Jahr 1848 ein Vasallenstaat von Satara.
Die Bhonsie-Dynastie stammt aus der Nachkommenschaft von Ranoji Lokhande, welcher im Jahre 1708 von Chhattrapati Shahu, einem Enkel des Shivaji adoptiert wurde. Nach der Adaption erhielt dieser den Namen „Fatehsinh Bhonsle“, als Zeichen der Anerkennung und Aufnahme in die Familie, als auch den Boden um das Gebiet des späteren Akkalkot. Faktisch blieb Akkalkot jedoch als Satellitenstadt unter der Kontrolle der Satara. 1848 wurde die Dynastie der Satara von den Briten gestürzt und Akkalkot emanzipierte sich als eigenständiger Fürstenstaat. Dieser Status wurde in den Folgejahren von den Herrschern Britisch-Indiens genehmigt. Anders als andere umliegende Fürstenstaaten blieb Akkalkot politisch von jeglichen Problemen verschont.
Durch eine Politik der Erbschaft schafften es die Herrscher der Bhonsies das Land zu stabilisieren und ihren Einfluss auf andere indische Fürstenstaaten auszudehnen, indem man durch Heirat in so gut wie jeder wichtigen Fürstenfamilie präsent war.
Nachdem Großbritannien am 18. Juli 1947 beschlossen hatte, Indien und Pakistan in die Unabhängigkeit zu entlassen (siehe Geschichte Indiens), wurde Akalkot zunächst unabhängig, und der Raja Vijayasinghrao Bhonsle (1923–52) gründete zusammen mit 15 anderen Fürsten die United Deccan States, die am 5. Februar 1948 dem Staat Bombay eingegliedert wurden. Am 8. März vollzog der Raja formell den Anschluss an Indien. Am 1. November 1956 wurden alle Fürstentümer aufgehoben. Am 1. Mai 1960 entstand aus dem Südteil von Bombay der neue Bundesstaat Maharashtra.
Im Jahr 1911 erzielte der Staat Einnahmen in Höhe von schätzungsweise 26.586 Rupien und zollte dem britischen Raj einen Tribut von 1.000 Rupien. Akalkot hatte 1941 eine Fläche von 1290 km² und 107.000 Einwohner.

## Herrscher
Das Fürstentum Akalkot wurde von folgenden Personen regiert:
1. 1707–1760: Fatehsinh I. Raje Bhosle
2. 1760–1789: Shahaji I. (Bala Sahib)
3. 1789–1822: Fatehsinh II. (Appa Sahib)
4. 1822–1823: Maloji I. (Baba Sahib)
5. 1823–1857: Shahaji II. (Appa Sahib)
6. 1857–1870: Maloji II. (Buwa Sahib)
7. 1870–1896: Shahaji III. (Baba Sahib)
8. 1896–1923: Captain Fatehsinhrao III. Raje Bhosle
9. 1915–1952: Vijayasinhrao Fatehsinhrao III. Raje Bhosle
10. 1952–1965: Jayasinhrao Fatehsinhrao III. Raje Bhosle
11. 1965: Regentschaft von Sanyuktaraje Jaysinhrao Bhonsle